# Iulică Ruican

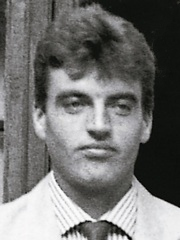
Iulica Ruican im Jahr 1992

Iulică Ruican (* 29. August 1971 in Cujmir, Kreis Mehedinți) ist ein ehemaliger rumänischer Ruderer, der zwei olympische Medaillen gewann.

## Sportliche Karriere
Iulică Ruican belegte bei den Junioren-Weltmeisterschaften 1989 den vierten Platz im Zweier mit Steuermann. Bei den Weltmeisterschaften 1991 trat Ruican erstmals in der Erwachsenenklasse an und belegte zusammen mit Viorel Talapan und Dumitru Răducanu im Zweier mit Steuermann den vierten Platz.
Im nächsten Jahr erreichte Ruican bei den Olympischen Spielen 1992 in Barcelona in zwei Bootsklassen das Finale. Am 1. August siegten Iulică Ruican, Viorel Talapan, Dimitrie Popescu, Nicolae Țaga und Steuermann Dumitru Răducanu im Vierer mit Steuermann, am 2. August erkämpften Ruican und Talapan mit dem rumänischen Achter die Silbermedaille hinter dem kanadischen Achter. Auch bei den Weltmeisterschaften 1993 gewann Ruican Gold mit dem gesteuerten Vierer und Silber mit dem Achter, 1994 in Indianapolis erkämpfte er erneut Gold mit dem Vierer und zusätzlich Bronze mit dem Achter. Nach einem zwölften Platz mit dem Vierer ohne Steuermann bei den Weltmeisterschaften 1995 belegte Ruican mit dem rumänischen Achter bei den Olympischen Spielen 1996 in Atlanta den siebten Platz. Außerdem war er bei diesen Spielen bei der Eröffnungsfeier Fahnenträger der rumänischen Mannschaft. Bei den Weltmeisterschaften 1996 gewann Ruican mit dem gesteuerten Vierer zum dritten Mal Weltmeisterschaftsgold.
Iulică Ruican ist mit der Ruderin Anca Tănase verheiratet.